# Allium giganteum
Allium giganteum là một loài thực vật có hoa trong họ Amaryllidaceae. Loài này được Regel mô tả khoa học đầu tiên năm 1883.

## Hình ảnh

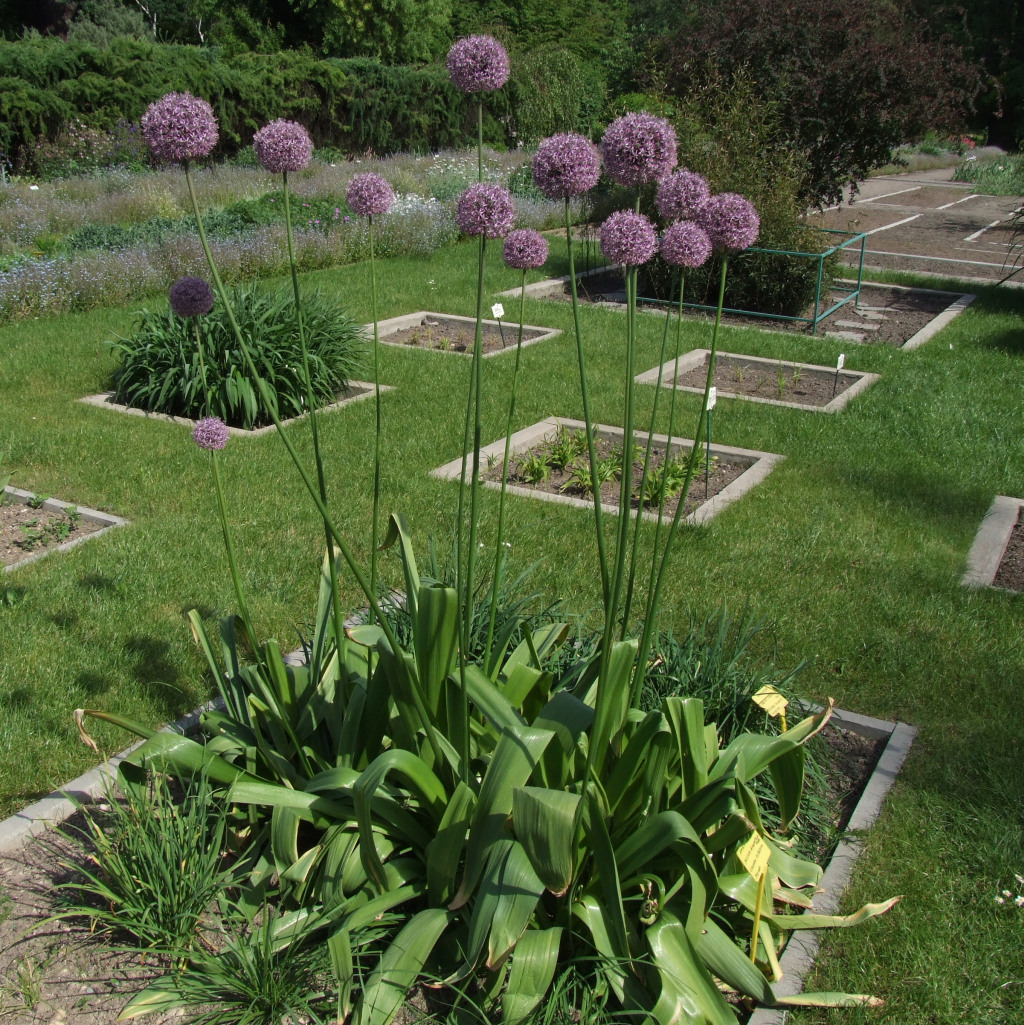
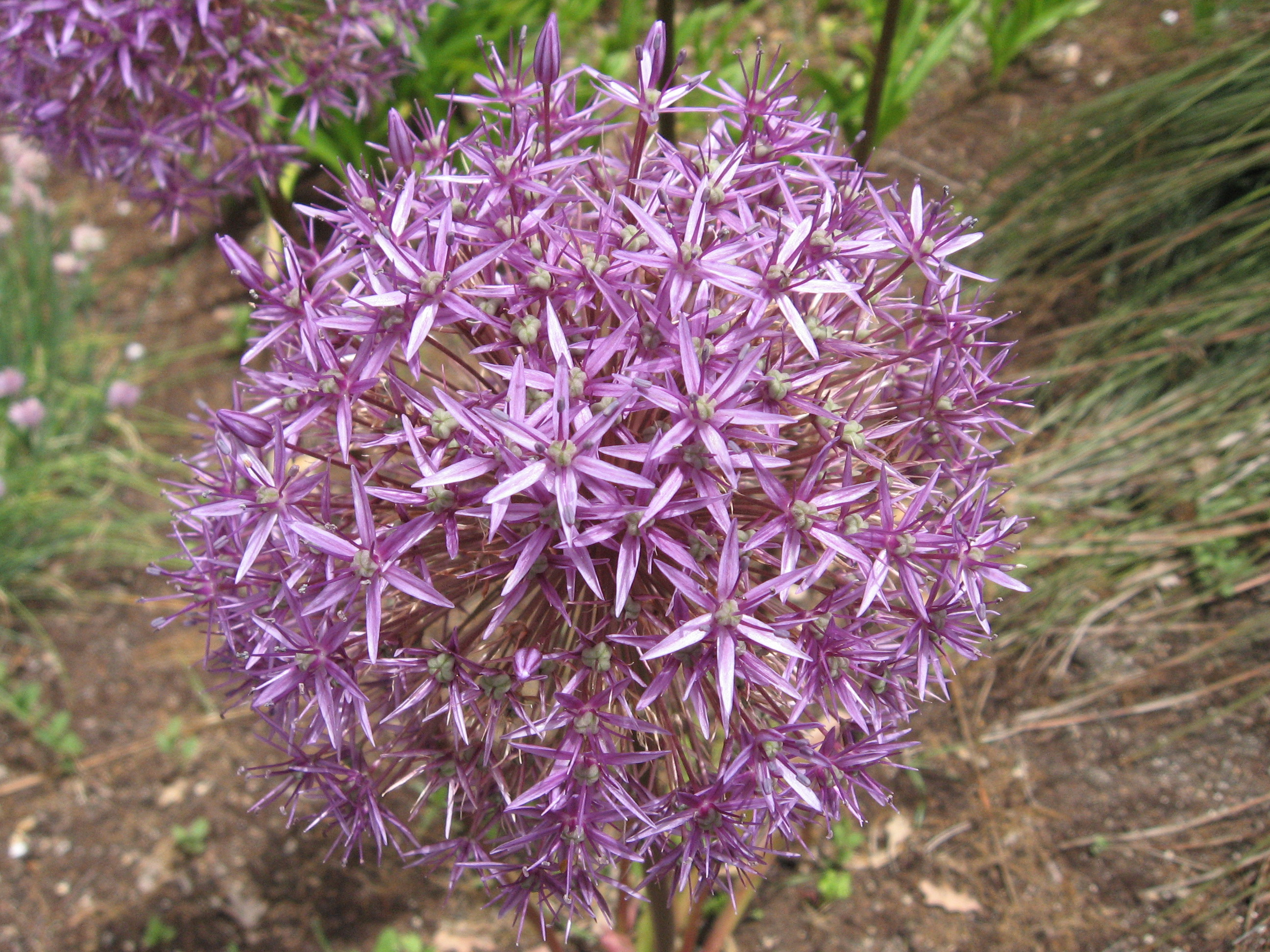
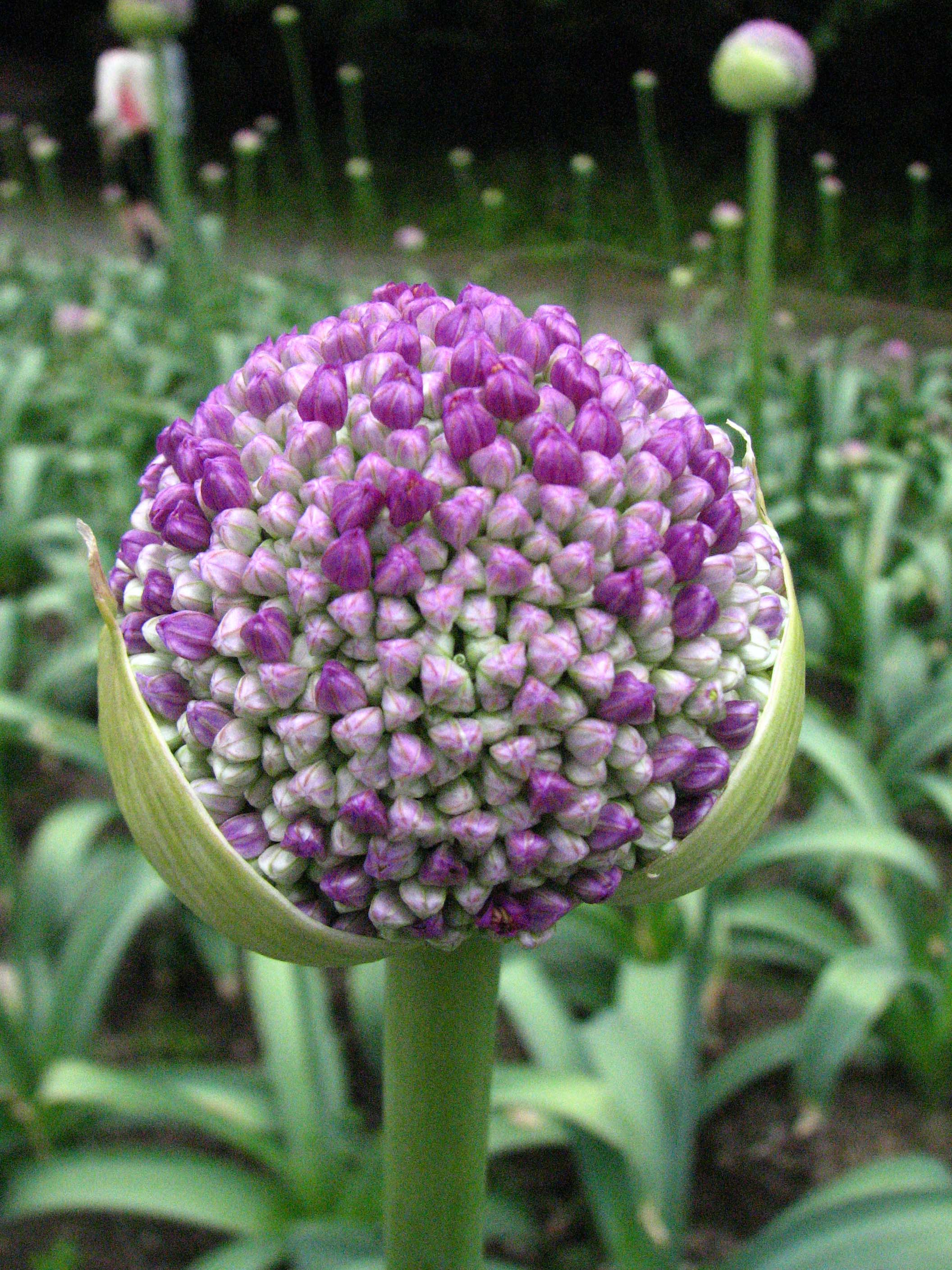

- Tập tin:Allium giganteum WPC.jpg